# Estepas cerealistas de La Campiña
Estepas cerealistas de La Campiña este o arie protejată (arie de protecție specială avifaunistică — SPA) din Spania întinsă pe o suprafață de 2.484,51 ha, integral pe uscat.

## Localizare
Centrul sitului Estepas cerealistas de La Campiña este situat la coordonatele 40°36′55″N 3°17′33″W / 40.6153°N 3.2925°V.

## Înființare
Situl Estepas cerealistas de La Campiña a fost declarat arie de protecție specială avifaunistică în iulie 2005 pentru a proteja 17 specii de animale.

## Biodiversitate
Situată în ecoregiunea mediteraneană, aria protejată conține 5 habitate naturale: Pseudostepă cu ierburi și specii anuale de Thero-Brachypodietea, Păduri de Quercus ilex și Quercus rotundifolia, Tufărișuri termo-mediteraneene și de pre-deșert, Galerii de Salix alba și de Populus alba, Pajiști umede mediteraneene cu ierburi înalte de Molinio-Holoschoenion.
La baza desemnării sitului se află mai multe specii protejate de  păsări (17): Aquila adalberti, pasărea ogorului (Burhinus oedicnemus), ciocârlie-cu-degete-scurte (Calandrella brachydactyla), Charadrius morinellus, erete de stuf (Circus aeruginosus), erete vânăt (Circus cyaneus), erete cenușiu (Circus pygargus), Elanus caeruleus, șoim de iarnă (Falco columbarius), Falco naumanni, ciocârlan (Galerida cristata), Galerida theklae, ciocârlie de bărăgan (Melanocorypha calandra), dropie (Otis tarda), Pterocles orientalis, turturică (Streptopelia turtur), spârcaci (Tetrax tetrax).
Pe lângă speciile protejate, pe teritoriul sitului au mai fost identificate 1 specie de păsări.